# Tasha-Ray Evin

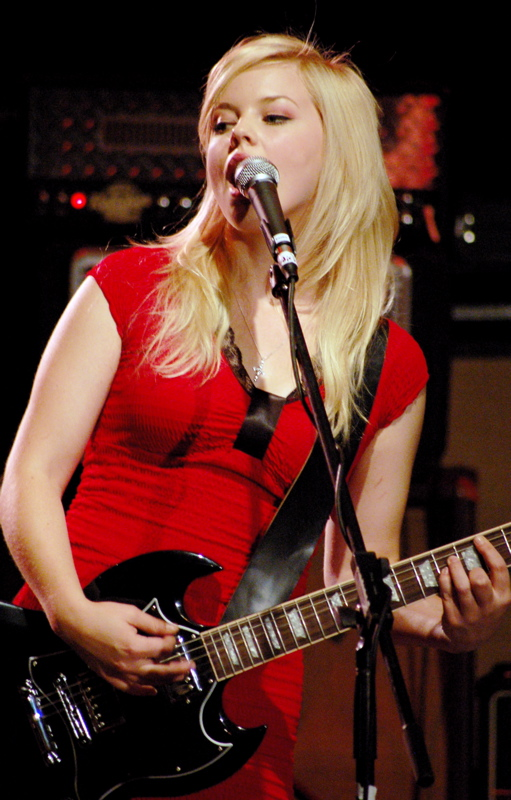
Tasha-Ray Evin in 2006

Tasha-Ray Evin, nascida em 12 de Junho do ano de 1985,é uma cantora/vocalista, compositora e guitarrista canadense. Trabalha na sua atual banda, Lillix desde 1997. Ela compôs ou teve grande importância na maior parte das músicas da banda, até mais do que qualquer outro membro.
Sua música What I like about you aparece no filme Sexta-feira muito louca e na série de mesmo nome, que é por sua vez muito assistido nos Estados Unidos da América

## Curiosidades
- Começou a compor as músicas que viriam a fazer parte do CD "Falling Uphill" aos treze até os quinze anos, juntamente com sua irmã mais velha Lacey e a amiga Louise Burns
- Na época da sua primeira banda, Tigerlily, quando ela estava na sétima série, ela queria ser famosa para encontrar o grupo Hanson
- Quando a perguntam sobre a parte mais difícil de se estar numa banda, Tasha simplesmente responde: "Voar"
- Ao contrário de Lacey e de Louise, seu lugar favorito para fazer shows é qualquer um, mas de preferência o Canada.